# نا هه سوک
نا هه سوک (کره‌ای: 나혜석؛ ۲۸ آوریل ۱۸۹۶ – ۱۰ دسامبر ۱۹۴۸) شاعر، روزنامه‌نگار، نویسنده، نقاشی اهل کره جنوبی بود. وی اولین نقاش حرفه‌ای زن کره‌ای و اولین نویسنده فمینیست این کشور بود. نا هه سوک، اولین نقاشی‌های به سبک‌های غربی در کره و اولین داستان‌های کوتاه فمینیستی به زبان کره‌ای را خلق کرد.

## برای مطالعهٔ بیشتر
1. Kim, Sunglim (2018). "The Personal is Political: The Life and Death and Life of Na Hye-sok(1896-1948)", In Gender, Continuity, and Modernity in Shaping the Arts of East Asia, 16th-20th centuries. Leiden/Boston: BRILL. p. 257-269. شابک ‎۹۷۸−۹۰−۰۴−۳۴۸۹۴−۳
2. Hwang, Kyung Moon. “NA HYE-SEOK.” In Past Forward: Essays in Korean History, 137–139. Anthem Press, 2019. doi:10.2307/j.ctvb1hts4.54
3. Kim, Yung-Hee. “In Quest of Modern Womanhood: Sinyŏja, A Feminist Journal in Colonial Korea.” Korean Studies 37 (2013): 44–78. JSTOR&nbsp;24575276